# Lista de governadores do Amapá
Esta é uma lista de governantes do estado do Amapá. Até 13 de setembro de 1943 o Amapá era parte do estado do Pará, quando foi separado como território federal (sob direta administração da União). Somente quarenta e cinco anos depois, com a Constituição Federal de 1988 é que o território é elevado a categoria de estado federado (instalado de facto em 1991).
A atual Constituição do Estado do Amapá foi promulgada em 20 de dezembro de 1991, acrescida das alterações resultantes de posteriores Emendas Constitucionais. O Amapá é um estado da federação, sendo governado por três poderes, o executivo, representado pelo Governo do Estado do Amapá, o legislativo, representado pela Assembleia Legislativa do Amapá, e o judiciário, representado pelo Tribunal de Justiça do Estado do Amapá e outros tribunais e juízes. Também é permitida a participação popular nas decisões do governo através de referendos e plebiscitos.
Atualmente, o governador do Amapá é Clécio Luís, que assumiu em 1º de janeiro de 2023, assumindo o cargo precedido por Waldez Góes.
Macapá é o município com o maior número de eleitores, com 289.811 destes. Em seguida aparecem Santana, com 76.040 eleitores, Laranjal do Jari (28.621 eleitores), Oiapoque (19.013 eleitores) e Mazagão, Porto Grande e Vitória do Jari, com 14,8 mil, 13,3 mil e 9,7 mil eleitores, respectivamente. O município com menor número de eleitores é Pracuuba, com 3,2 mil.
Tratando-se sobre partidos políticos, todos os 35 partidos políticos brasileiros possuem representação no estado. Conforme informações divulgadas pelo Tribunal Superior Eleitoral (TSE), com base em dados de abril de 2018, o partido político com maior número de filiados no Amapá é o Partido Socialismo e Liberdade (PSOL), com 10.583 membros, seguido do Partido Democrático Trabalhista (PDT), com 10.204 membros e do Partido da Social Democracia Brasileira (PSDB), com 7.589 filiados.
Completando a lista dos cinco maiores partidos políticos no estado, por número de membros, estão o Partido dos Trabalhadores (PT), com 7.045 membros; e o Democratas, com 6.547 membros. Ainda de acordo com o Tribunal Superior Eleitoral, o Partido Novo (NOVO) e o Partido Pátria Livre (PPL) são os partidos políticos com menor representatividade na unidade federativa, com 17 e 219 filiados, respectivamente.

## Território Federal do Amapá
| Nº | Governador | Governador                         | Partido | Período                 | Período                 | Observações |
| 1  |            | Janary Nunes                       | Militar | 25 de janeiro de 1944   | 1 de fevereiro de 1956  |             |
| —  |            | Theodoro Arthou                    | PP      | 28 de fevereiro de 1955 | 1º de março de 1956     |             |
| 2  |            | Amílcar Pereira                    | PSD     | 1º de março de 1956     | 10 de fevereiro de 1958 |             |
| 3  |            | Pauxy Nunes                        | PSP     | 10 de fevereiro de 1958 | 2 de março de 1961      |             |
| 4  |            | Moura Cavalcanti                   | PSD     | 2 de março de 1961      | 2 de setembro de 1961   |             |
| 5  |            | Mário de Medeiros Barbosa          | PSP     | 2 de setembro de 1961   | 12 de outubro de 1961   |             |
| 6  |            | Raul Monteiro Valdez               | PSB     | 12 de outubro de 1961   | 26 de novembro de 1962  |             |
| 7  |            | Terêncio Furtado de Mendonça Porto | Militar | 26 de novembro de 1962  | 7 de maio de 1964       |             |
| 8  |            | Luís Mendes da Silva               | ARENA   | 7 de maio de 1964       | 10 de abril de 1967     |             |
| 9  |            | Ivanhoé Gonçalves Martins          | ARENA   | 10 de abril de 1967     | 6 de outubro de 1972    |             |
| 10 |            | José Lisboa Freire                 | ARENA   | 6 de outubro de 1972    | 1º de abril de 1974     |             |
| 11 |            | Artur de Azevedo Henning           | ARENA   | 1º de abril de 1974     | 15 de março de 1979     |             |
| 12 |            | Aníbal Barcelos                    | PDS     | 15 de março de 1979     | 16 de julho de 1985     |             |
| 13 |            | Jorge Nova da Costa                | PFL     | 16 de julho de 1985     | 25 de maio de 1990      |             |

## Governo do Estado do Amapá
Partidos

      Partido Democrático Social
      Partido da Frente Liberal
      Partido Socialista Brasileiro
      Partido dos Trabalhadores
      Partido Progressista Brasileiro
      Partido Progressista
      Partido Democrático Trabalhista       Partido Republicano da Ordem Social
      Partido Social Democrático
      Solidariedade
| №  | Governador (Nascimento–Falecimento) | Governador (Nascimento–Falecimento) | Governador (Nascimento–Falecimento) | Eleito           | Partido       | Período              | Período                | Vice-governador | Vice-governador      | Cargo público anterior                                 |
| -- | ----------------------------------- | ----------------------------------- | ----------------------------------- | ---------------- | ------------- | -------------------- | ---------------------- | --------------- | -------------------- | ------------------------------------------------------ |
| 14 |                                     |                                     | Gilton Garcia (1941–)               | —                | PDS           | 25 de maio de 1990   | 31 de dezembro de 1990 | vago            | vago                 | Chefe da assessoria parlamentar do Palácio do Planalto |
| 15 |                                     |                                     | Aníbal Barcelos (1918–2011)         | 1990             | PFL           | 1 de janeiro de 1991 | 1 de janeiro de 1995   |                 | Ronaldo Borges       | Deputado federal pelo Amapá                            |
| 16 |                                     |                                     | João Capiberibe (1947–)             | 1994             | PSB           | 1 de janeiro de 1995 | 5 de abril de 2002     |                 | Hildegardo Alencar   | Prefeito de Macapá                                     |
| 16 | 1998                                |                                     | João Capiberibe (1947–)             | Dalva Figueiredo | PSB           | 1 de janeiro de 1995 | 5 de abril de 2002     |                 |                      | Prefeito de Macapá                                     |
| 17 |                                     |                                     | Dalva Figueiredo (1961–)            | 1998             | PT            | 5 de abril de 2002   | 1 de janeiro de 2003   | vago            | vago                 | Vice-governadora do Amapá                              |
| 18 |                                     |                                     | Waldez Góes (1961–)                 | 2002             | PDT           | 1 de janeiro de 2003 | 5 de abril de 2010     |                 | Pedro Paulo Dias     | Deputado estadual do Amapá                             |
| 18 | 2006                                |                                     | Waldez Góes (1961–)                 |                  | PDT           | 1 de janeiro de 2003 | 5 de abril de 2010     |                 | Pedro Paulo Dias     | Deputado estadual do Amapá                             |
| 19 |                                     |                                     | Pedro Paulo Dias (1959–)            | —                | PP            | 5 de abril de 2010   | 1 de janeiro de 2011   | vago            | vago                 | Vice-governador do Amapá                               |
| 20 |                                     |                                     | Camilo Capiberibe (1972–)           | 2010             | PSB           | 1 de janeiro de 2011 | 1 de janeiro de 2015   |                 | Dora Nascimento      | Deputado estadual do Amapá                             |
| 21 |                                     |                                     | Waldez Góes (1961–)                 | 2014             | PDT           | 1 de janeiro de 2015 | 1 de janeiro de 2023   |                 | Papaléo Paes         | Governador do Amapá                                    |
| 21 | 2018                                |                                     | Waldez Góes (1961–)                 | Jaime Nunes      | PDT           | 1 de janeiro de 2015 | 1 de janeiro de 2023   |                 |                      | Governador do Amapá                                    |
| 21 | 2018                                |                                     | Waldez Góes (1961–)                 | Jaime Nunes      | PDT           | 1 de janeiro de 2015 | 1 de janeiro de 2023   |                 |                      | Governador do Amapá                                    |
| 22 |                                     |                                     | Clécio Luís (1972–)                 | 2022             | Solidariedade | 1 de janeiro de 2023 | Em exercício           |                 | Antônio Teles Júnior | Prefeito de Macapá                                     |